# Stapar, Valjevo
Stapar (izvirno srbsko Стапар) je naselje v Srbiji, ki upravno spada pod Mesto Valjevo; slednja pa je del Kolubarskega upravnega okraja.
- naselje Stapar - Panorama
- naselje Stapar - Panorama
- naselje Stapar - Panorama
- naselje Stapar - Panorama
- naselje Stapar - Panorama
- naselje Stapar - Panorama
- naselje Stapar - Panorama

## Demografija
V naselju živi 193 polnoletnih prebivalcev, pri čemer je njihova povprečna starost 47,4 let (46,3 pri moških in 48,5 pri ženskah). Naselje ima 62 gospodinjstev, pri čemer je povprečno število članov na gospodinjstvo 3,60.
To naselje je, glede na rezultate popisa iz leta 2002, večinoma srbsko, a v času zadnjih treh popisov je opazno zmanjšanje števila prebivalcev.
|  |

| Demografija | Demografija     | Demografija     |
| Leto        | Št. prebivalcev | Št. prebivalcev |
| ----------- | --------------- | --------------- |
|             |                 |                 |
|             |                 |                 |
|             |                 |                 |
|             |                 |                 |
| 1948        | 410             |                 |
| 1953        | 393             |                 |
| 1961        | 342             |                 |
| 1971        | 348             |                 |
| 1981        | 296             |                 |
| 1991        | 257             | 257             |
| 2002        | 224             | 223             |
|             |                 |                 |

| Etnična sestava po popisu iz leta 2002 | Etnična sestava po popisu iz leta 2002 | Etnična sestava po popisu iz leta 2002 | Etnična sestava po popisu iz leta 2002 | Etnična sestava po popisu iz leta 2002 |
| -------------------------------------- | -------------------------------------- | -------------------------------------- | -------------------------------------- | -------------------------------------- |
| Srbi                                   | Srbi                                   |                                        | 222                                    | 99,55%                                 |
| Neznano                                | Neznano                                |                                        | 1                                      | 0,44%                                  |